# Вулиця Сковороди (Львів)
Вулиця Григорія Сковороди — вулиця у Личаківському районі міста Львова, в місцевості Личаків. Сполучає вулиці Личаківську та Юрія Руфа.

## Історія та назва
Вулиця прокладена у 1890-х роках та 1895 року названа на честь, польського політика, підприємця, депутата австрійського Рейхсрату і Галицького Сейму Отто Гауснера. Під час німецької окупації міста, у 1943 році — перейменовано на честь австрійського психіатра, лауреата Нобелівської премії з фізіології або медицини Юліуса Вагнера-Яурегга. У липні 1944 року на короткий час повернена передвоєнна назва — вулиця Гауснера, і вже у грудні 1944 року отримала сучасну назву — вулиця Григорія Сковороди, на пошану українського філософа-містика, богослова, поета Григорія Сковороди.

## Забудова
Вулиця Григорія Сковороди забудована чиншовими кам'яницями у стилях еклектичного історизму та віденської сецесії. Лише будинок під № 7 внесений до реєстру пам'яток історії місцевого значення.
На розі з вулицею Личаківською розташована триповерхова чиншова кам'яниця (колишня адреса — вул. Гауснера, 2), збудована на початку XX століття. У міжвоєнний період за цією адресою містилася фабрика кахлю Яворського. Нині цей будинок має адресу — вул. Личаківська, 66. 
№ 4 — триповерхова чиншова кам'яниця (колишня адреса — вул. Гауснера, 4), збудована на початку XX століття. На першому поверсі будинку від 2008 року міститься магазин жіночого, чоловічого та дитячого одягу «Делламода» та сервісний центр побутової техніки «Преміум сервіс».
№ 6 — триповерхова чиншова кам'яниця (колишня адреса — вул. Гауснера, 6), збудована на початку XX століття. У міжвоєнний період в будинку містилася пекарня Садовського, а також мешкав доктор Тадеуш Купчинський, правознавець, адвокат, член Спілки польських адвокатів (IV відділ, м. Львів). Купчинський працював в адвокатській конторі на вул. Чарнецького, 10.
№ 7 — триповерхова чиншова кам'яниця (колишня адреса — вул. Гауснера, 7), збудована на початку XX століття. В будинку у 1910-х роках містилася бібліотека слухачів медицини, а також мешкав український письменник, член модерністського угруповання «Молода муза» Михайло Яцків, який у 1930-х роках працював у страховому товаристві «Дністер». Будинок внесений до реєстру пам'яток історії місцевого значення.
№ 8 — триповерхова чиншова кам'яниця (колишня адреса — вул. Гауснера, 8), збудована на початку XX століття. Власником будинку у 1910-х роках була Валентина Дзевартовська.
№ 9 — триповерхова чиншова кам'яниця (колишня адреса — вул. Гауснера, 9), збудована на початку XX століття. 18 квітня 1905 року вийшло розпорядження Міністерства просвіти та віросповідання Австро-Угорщини за номером 8.862, згідно з яким на медичному факультеті Львівського університету дозволялося відкрити амбулаторію для прийому хворих та навчання студентів з курсу нервових та психічних хвороб. З цією метою 15 травня 1905 року винайнято помешкання в партері на вулиці Гауснера, 9. У будинку було 7 кімнат, з яких дві служили почекальнею для хворих, дві — ординаторські (окремо для прийому чоловіків та для жінок), кабінет професора та дві лабораторії. Керівником закладу був професор Генрик Гальбан, затверджений ще 16 січня 1905 року, асистентом — доктор Юліан Шоломович, призначений 1 травня 1905 року. В адресній книзі 1916 року назва закладу — клінічна амбулаторія нервових хвороб професора доктора Генрика Гальбана. З грудня 1909 року обов'язки заступника завідувача кафедри виконував польський невропатолог єврейського походження, професор Львівського університету, доктор Якуб Ротфельд-Ростовскі, у 1946—1949 роках — професор та декан польського медичного факультету Единбурзького університету.
№ 11 — триповерхова чиншова кам'яниця (колишня адреса — вул. Гауснера, 11), збудована на початку XX століття. В будинку на початку 1910-х років мешкав люстратор (ревізор) при читальнях товариства «Просвіта» Ярослав Литвинович. 9 листопада 1918 року Ярослав Литвинович обраний Державним секретарем торгівлі та промислу при Державному секретаріаті ЗУНР.
№ 14 — триповерхова чиншова кам'яниця збудована на початку XX століття. Власником будинку у 1910-х роках була Лаура Мерер, у 1930-х роках будинок перебував у співвласності Регіни та Марії Мерер. Нині на першому поверсі будинку міститься продуктова крамниця мережі «Раневицькі ковбаси».
№ 15 — триповерхова чиншова кам'яниця, на розі з вулицею Юрія Руфа (колишня адреса — вул. Гауснера, 15) збудована на початку XX століття. Власником будинку у 1910-х роках була Ванда Бурдон. Нині у будинку містяться продуктова крамниця, лабораторія «Unilab» та кондитерська-пекарня «Біскотті».
№ 18 — триповерхова чиншова кам'яниця, на розі з вулицею Юрія Руфа (колишня адреса — вул. Гауснера, 18) збудована на початку XX століття. У наріжнику будинку міститься аптечна крамниця мережі «Аптека низьких цін» («АНЦ»).

Світлини вуличної забудови
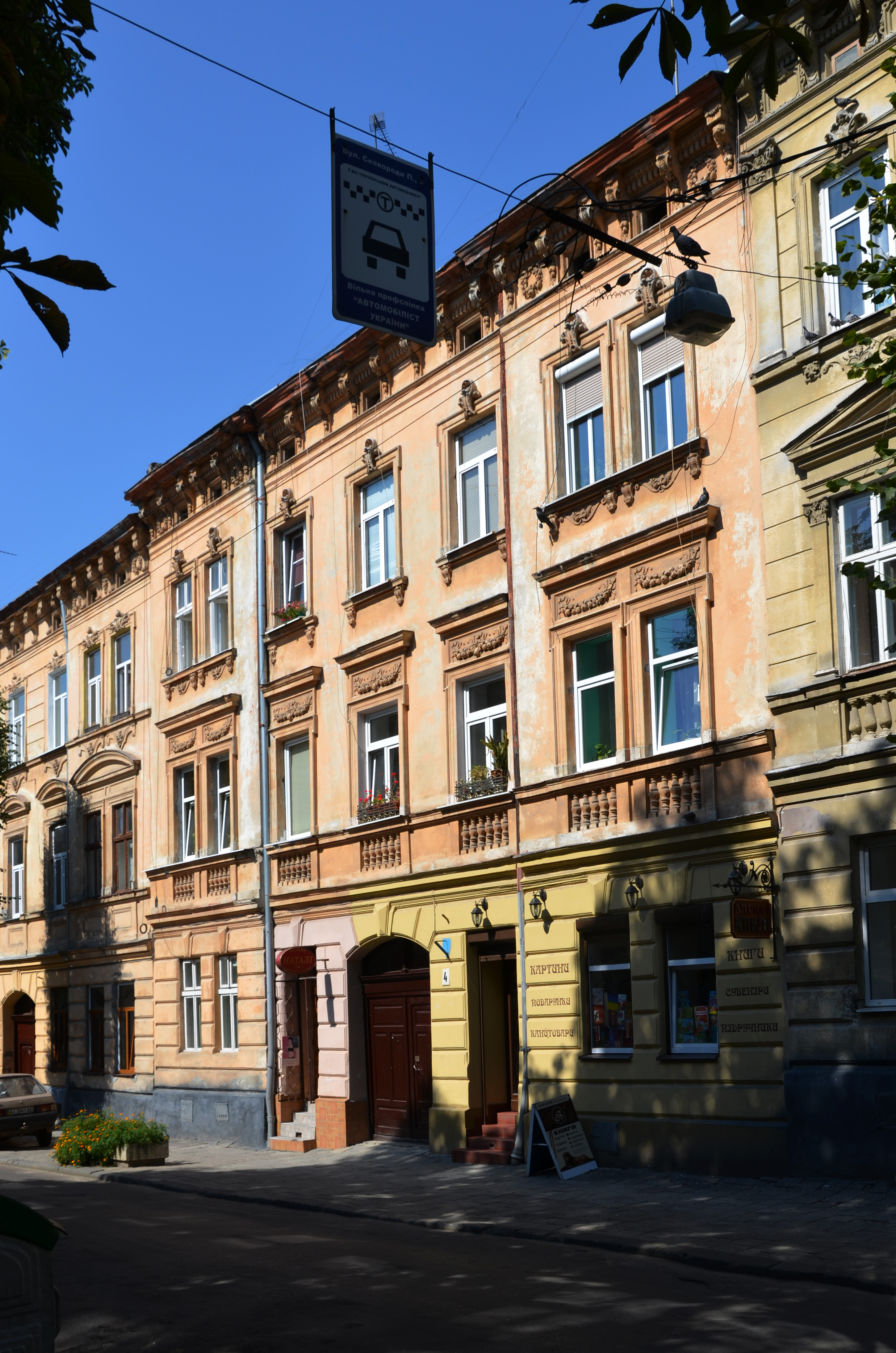
Будинок № 4
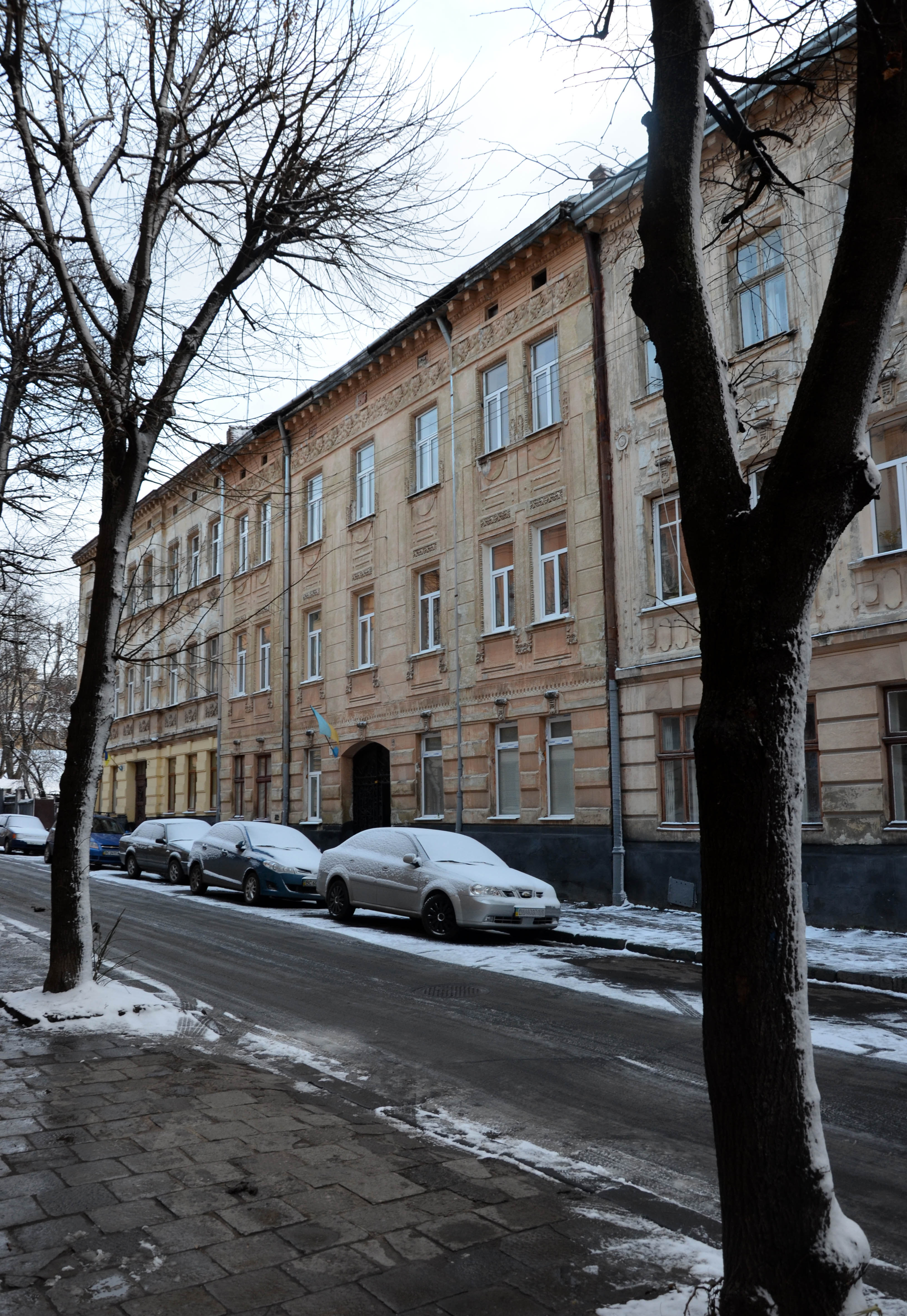
Будинок № 7
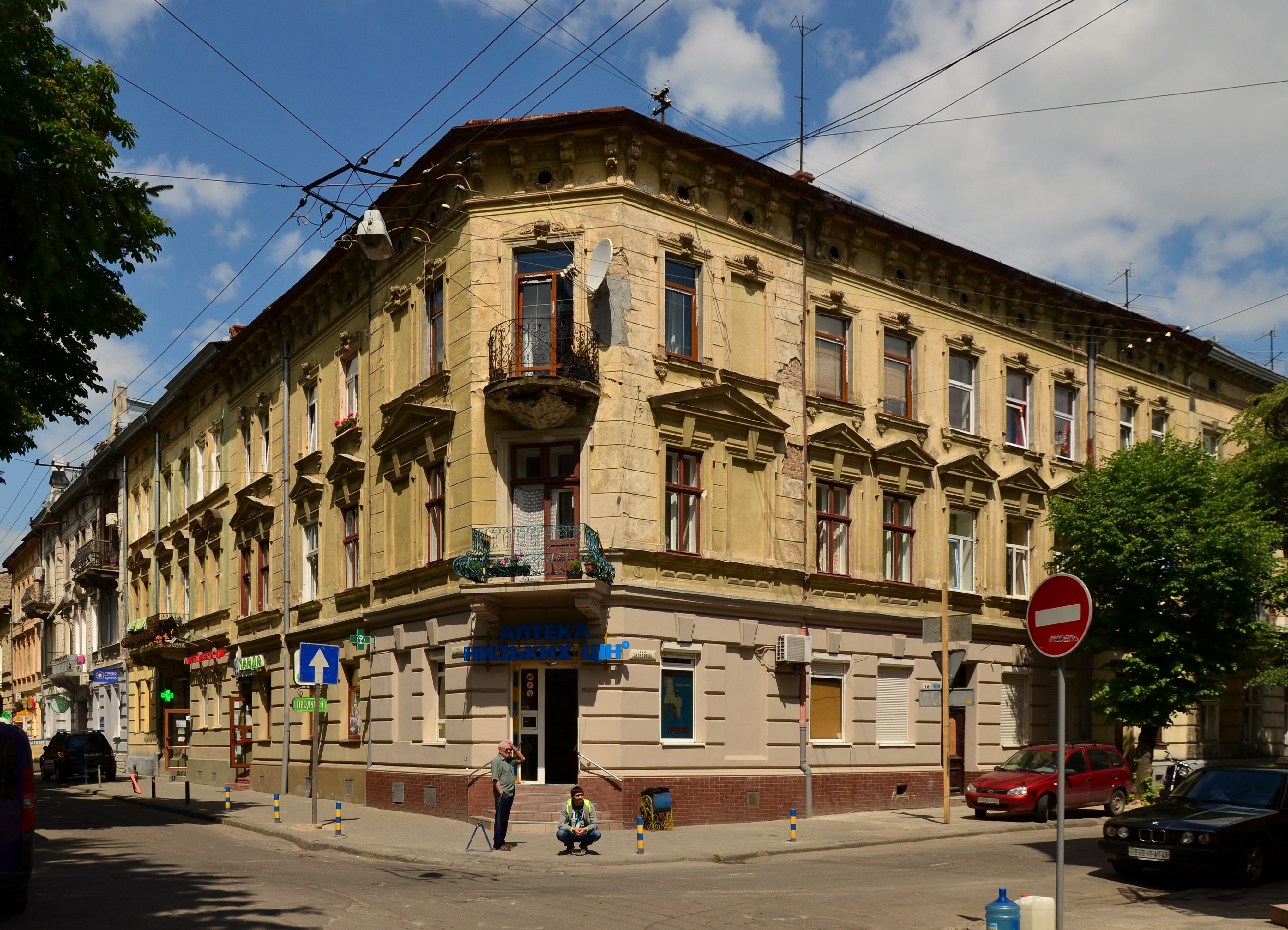
Будинок № 18